# 보구곶
보구곶(甫口串)은 대한민국 경기도 김포시 월곶면 보구곶리에 위치한 곶이다.